# Charles Bassett
Pour les articles homonymes, voir Bassett.
Charles Arthur Bassett, dit Art Bassett, né le 30 décembre 1931 à Dayton, dans l'Ohio, et mort le 28 février 1966 à Saint-Louis, dans le Missouri, est un aspirant astronaute américain.

## Biographie
Sélectionné par la NASA comme aspirant astronaute, il meurt dans un accident d'avion en 1966 avant d'avoir effectué un vol spatial.

## Vols réalisés
Son décès ainsi que celui d'Elliot See — à bord d'un Northrop T-38 Talon — interviennent 4 mois avant le lancement de la mission Gemini 9 (16 mars), pour laquelle il avait été sélectionné comme pilote.

## Hommages
Son nom figure sur la plaque accompagnant la sculpture Fallen Astronaut déposée sur la Lune le 1er août 1971 par l'équipage d'Apollo 15.